# Nico Walther
Nico Walther (Freital, 7 giugno 1990) è un ex bobbista ed ex slittinista tedesco, medaglia d'argento olimpica nel bob a quattro a Pyeongchang 2018 nonché vincitore della Coppa del Mondo 2015/16 nella combinata maschile.

## Biografia

### Gli inizi nello slittino
Walther iniziò la sua carriera nello slittino specializzandosi nella disciplina del doppio. 
Si mise in luce nelle categorie giovanili vincendo due titoli mondiali juniores consecutivi (Nagano 2009 ed Igls 2010) sia nella sua disciplina (in coppia con Nico Grünneker) che nella gara a squadre per un totale di quattro medaglie d'oro. Vinse anche la graduatoria finale della Coppa del Mondo juniores di slittino nel 2008/09 e nel 2009/10 sempre con Grünneker. A livello assoluto, in Coppa del Mondo si è classificato trentesimo in graduatoria generale nella stagione 2010/11.

### Il passaggio al bob
Nel corso del 2011 passò al bob debuttando in Coppa Europa nel gennaio 2013 e riuscendo nella stagione successiva (2013/14) ad aggiudicarsi la classifica finale in entrambe le specialità nonché il trofeo della combinata maschile. Si distinse inoltre nelle categorie giovanili vincendo la medaglia d'oro nel bob a due ai mondiali juniores di Winterberg 2014 e terminando al quarto posto nella gara a quattro. 

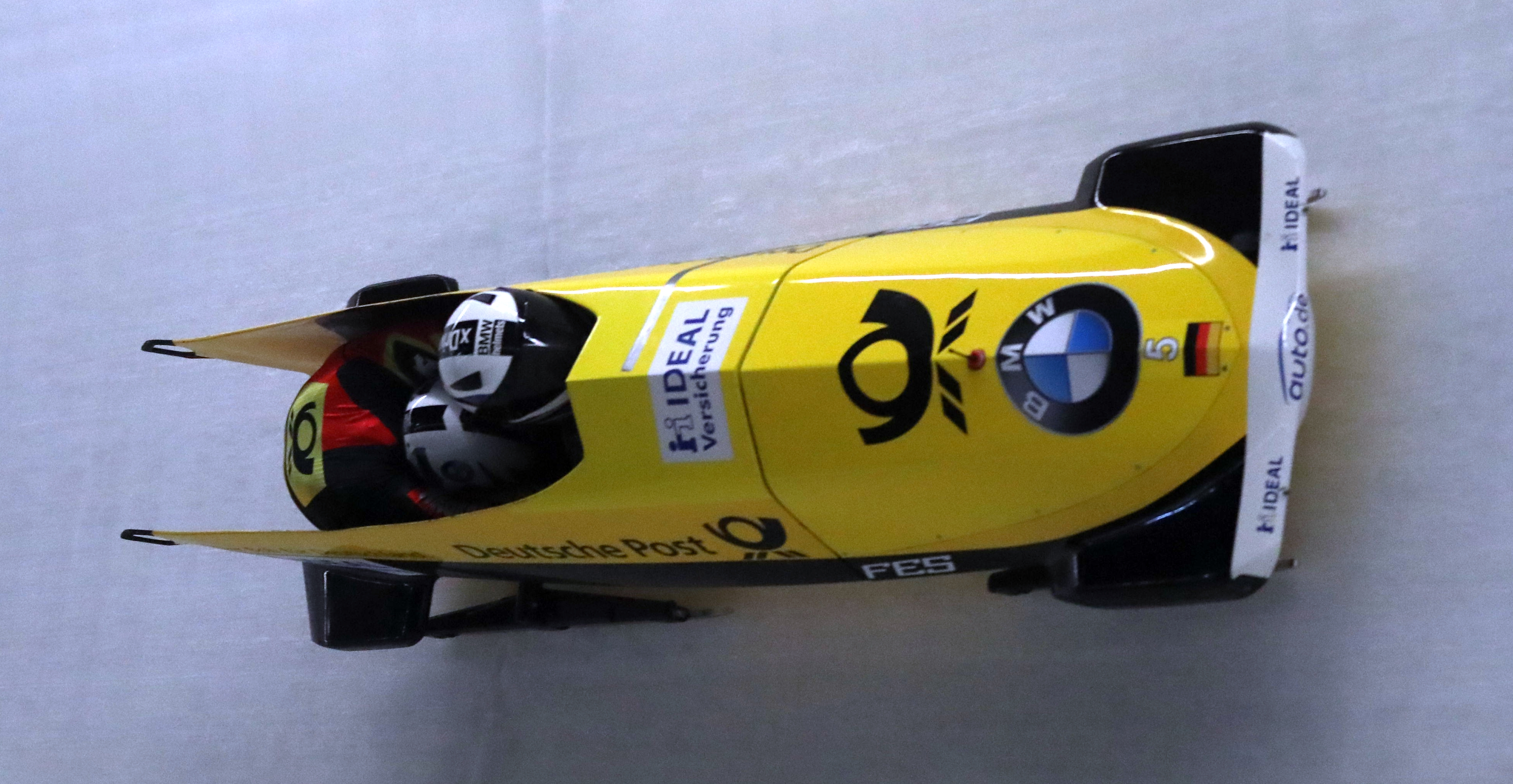
Walther alla guida del bob a due ad Altenberg nel 2019

Esordì in Coppa del Mondo nella stagione 2014/15, il 12 dicembre 2014 a Lake Placid dove si piazzò undicesimo nel bob a due e ottenendo al termine della stagione il quarto posto finale in classifica generale nel bob a quattro ed il quinto nella specialità a due. Conquistò il primo podio il 10 gennaio 2015 ad Altenberg (3º nel bob a due) e la sua prima vittoria il giorno successivo nella gara a quattro; vinse invece la sua prima gara di bob a due il 9 novembre 2017 a Lake Placid con Christian Poser. Walther detiene quali migliori piazzamenti in classifica generale il 2º posto nel bob a due nonché la vittoria del trofeo nella combinata maschile, entrambi ottenuti nel 2015/16 e il 3° nel bob a quattro raggiunto invece nel 2017/18.

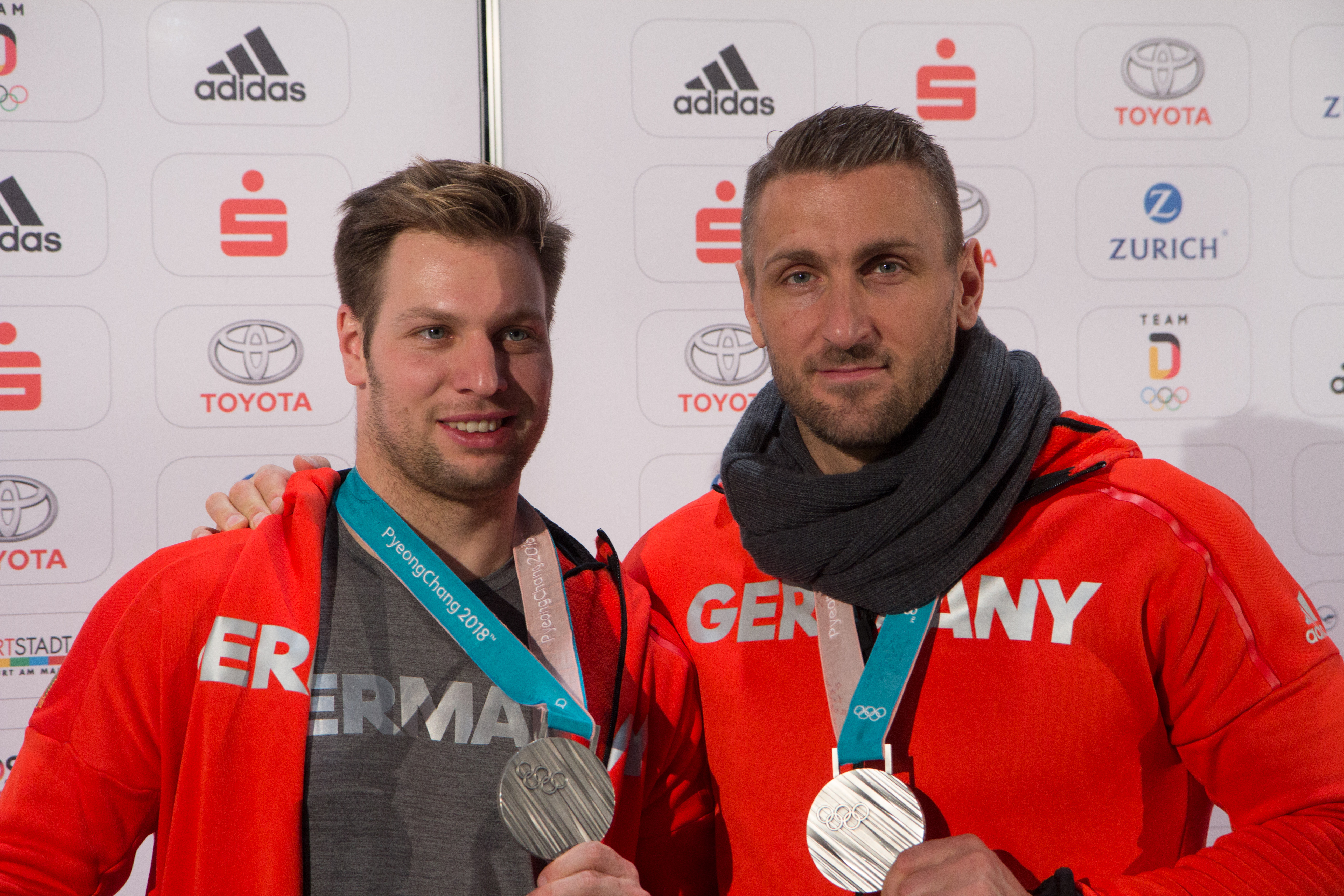
Nico Walther (a sinistra) e Kevin Kuske con al collo la medaglia d'argento conquistata a nel bob a quattro

Ha partecipato ai Giochi olimpici invernali di Pyeongchang 2018, vincendo la medaglia d'argento nel bob a quattro con Kevin Kuske, Alexander Rödiger ed Eric Franke.

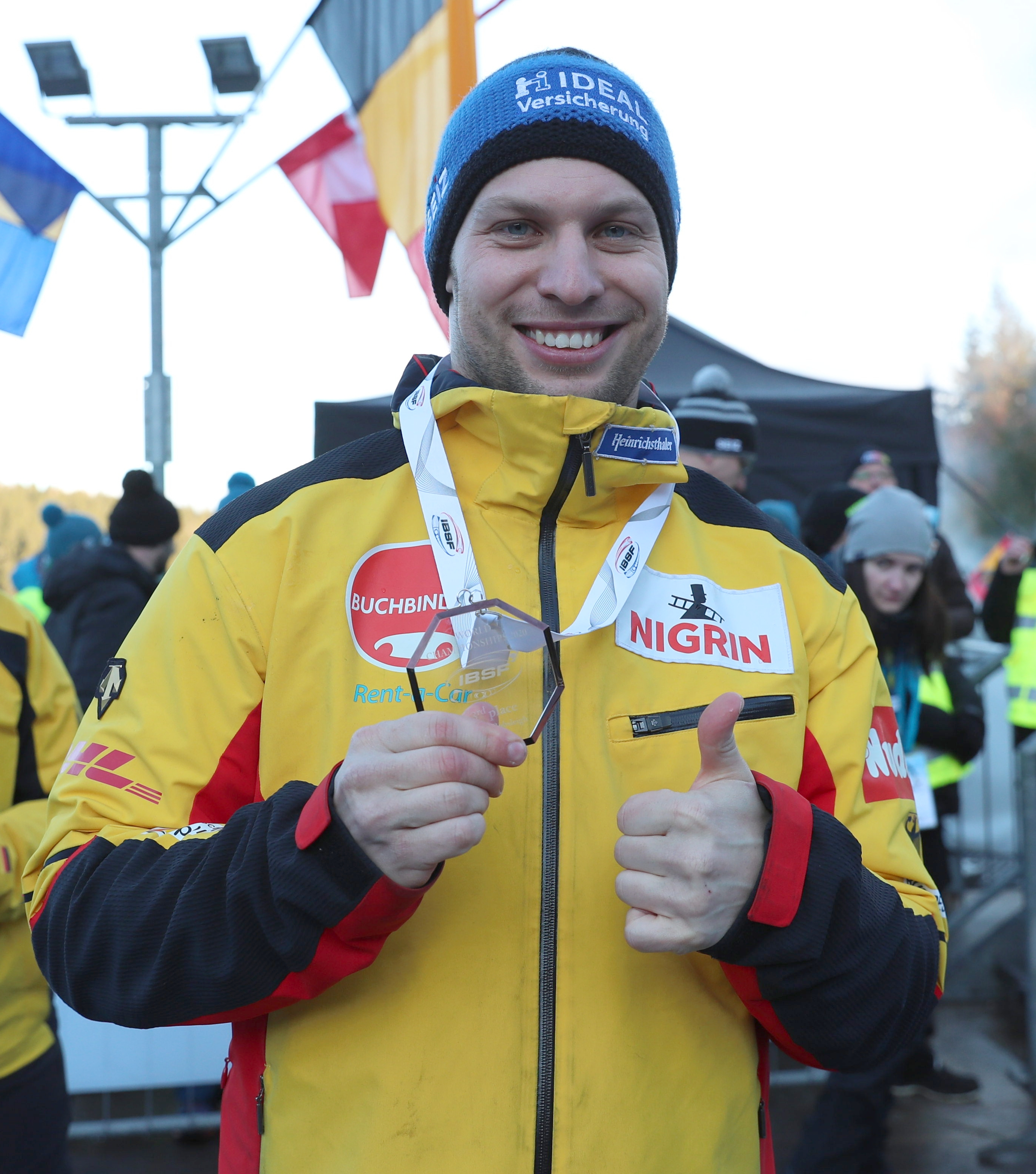
Walther con la medaglia di bronzo iridata vinta nel bob a quattro ad Altenberg 2020, nell'ultima gara della sua carriera agonistica

Prese inoltre parte a cinque edizioni dei campionati mondiali, conquistando un totale di cinque medaglie: due d'argento e tre di bronzo. Nel dettaglio i suoi risultati nelle prove iridate sono stati, nel bob a due: decimo a Winterberg 2015, undicesimo a Igls 2016, ottavo a Schönau am Königssee 2017, medaglia di bronzo a Whistler 2019 in coppia con Paul Krenz e quarto ad Altenberg 2020; nel bob a quattro: medaglia d'argento a Winterberg 2015 con Marko Hübenbecker, Andreas Bredau e Christian Poser, quarto a Igls 2016, medaglia di bronzo a Schönau am Königssee 2017 con Kevin Kuske, Kevin Korona ed Eric Franke, ottavo a Whistler 2019 e medaglia di bronzo ad Altenberg 2020 con Paul Krenz, Joshua Bluhm ed Eric Franke; nella gara a squadre: medaglia di bronzo a Innsbruck 2016, medaglia d'argento a Schönau am Königssee 2017 e non classificato a Whistler 2019.
Ha inoltre vinto cinque titoli nazionali, tre nel bob a due e due nel bob a quattro.
Ha annunciato il proprio ritiro dall'attività agonistica a marzo del 2020 al termine dei campionati mondiali disputatisi ad Altenberg, dove vinse il bronzo nella gara a quattro e dove è iniziata la sua carriera nello slittino, dichiarando che la sua decisione è maturata a seguito dell'infortunio alla schiena avuto a seguito di un incidente occorsogli in allenamento prima dell'inizio della stagione 2019/20 di Coppa del Mondo, che ha determinato in lui, durante le successive gare dopo il recupero, una crescente sensazione timore per la velocità e di incorrere ancora in altri incidenti.

## Palmarès

### Bob

#### Olimpiadi
- 1 medaglia:
  - 1 argento (bob a quattro a Pyeongchang 2018).

#### Mondiali
- 6 medaglie:
  - 2 argenti (bob a quattro a Winterberg 2015, gara a squadre a Schönau am Königssee 2017);
  - 4 bronzi (gara a squadre a Igls 2016; bob a quattro a Schönau am Königssee 2017; bob a due a Whistler 2019; bob a quattro ad Altenberg 2020).

#### Europei
- 4 medaglie:
  - 2 argenti (bob a due a Sankt Moritz 2016; bob a due a Winterberg 2017);
  - 2 bronzi (bob a quattro a La Plagne 2015; bob a quattro a Winterberg 2020).

#### Mondiali juniores
- 1 medaglia:
  - 1 argento (bob a due a Winterberg 2014).

#### Coppa del Mondo
- Vincitore della classifica generale nella combinata maschile nel 2015/16.
- Miglior piazzamento in classifica generale nel bob a due maschile: 2° nel 2015/16.
- Miglior piazzamento in classifica generale nel bob a quattro maschile: 3° nel 2017/18;
- 28 podi (9 nel bob a due, 19 nel bob a quattro):
  - 9 vittorie (2 nel bob a due, 7 nel bob a quattro);
  - 8 secondi posti (3 nel bob a due, 5 nel bob a quattro);
  - 11 terzi posti (4 nel bob a due, 7 nel bob a quattro).

##### Coppa del Mondo - vittorie
| Data             | Luogo                | Paese       | Disciplina                                                        |
| ---------------- | -------------------- | ----------- | ----------------------------------------------------------------- |
| 11 gennaio 2015  | Altenberg            | Germania    | a quattro con Andreas Bredau, Marko Hübenbecker e Christian Poser |
| 13 dicembre 2015 | Schönau am Königssee | Germania    | a quattro con Marko Hübenbecker, Gregor Bermbach ed Eric Franke   |
| 17 gennaio 2016  | Park City            | Stati Uniti | a quattro con Marko Hübenbecker, Christian Poser ed Eric Franke   |
| 9 novembre 2017  | Lake Placid          | Stati Uniti | a due con Christian Poser                                         |
| 17 novembre 2017 | Park City            | Stati Uniti | a quattro con Kevin Kuske, Christian Poser ed Eric Franke         |
| 7 gennaio 2018   | Altenberg            | Germania    | a quattro con Kevin Kuske, Christian Poser ed Eric Franke         |
| 13 gennaio 2018  | Sankt Moritz         | Svizzera    | a due con Christian Poser                                         |
| 15 dicembre 2018 | Winterberg           | Germania    | a quattro con Paul Krenz, Alexander Rödiger ed Eric Franke        |

#### Campionati tedeschi
- 10 medaglie:
  - 5 ori (bob a due a Winterberg 2015[3]; bob a due, bob a quattro ad Altenberg 2016[4]; bob a due[5], bob a quattro[6] a Winterberg 2019);
  - 5 argenti (bob a due, bob a quattro ad Altenberg 2013[7]; bob a quattro a Winterberg 2015[3]; bob a due, bob a quattro a Schönau am Königssee 2017[8]).

#### Coppa Europa
- Vincitore della classifica generale nel bob a due nel 2013/14.
- Vincitore della classifica generale nel bob a quattro nel 2013/14.
- Vincitore della classifica generale nella combinata maschile nel 2013/14.
- 11 podi (8 nel bob a due e 3 nel bob a quattro):
  - 2 vittorie (nel bob a due);
  - 3 secondi posti (2 nel bob a due e 1 nel bob a quattro);
  - 6 terzi posti (4 nel bob a due e 2 nel bob a quattro).

### Slittino

#### Mondiali juniores
- 4 medaglie:
  - 4 ori (doppio, gara a squadre a Nagano 2009; doppio, gara a squadre ad Igls 2010).

#### Coppa del Mondo
- Miglior piazzamento in classifica generale nel doppio: 30° nel 2010/11.

#### Coppa del Mondo juniores
- Vincitore della Coppa del Mondo juniores nel doppio nel 2008/09 e nel 2009/10.